# Mark VIII (tenk)
Mark VIII je bio tenk nastao na temelju zajedničkog projekta Sjedinjenih Američkih Država i Britanskog Carstva (današnje Ujedinjeno Kraljevstvo) tijekom Prvog svjetskog rata. Napravljen je na temelju britanskog iskustva u izradi tenkova i nije se puno razlikovao od prijašnjih tenkova. Mogao je prijeći preko rova širine 4,5 metara (15 stopa). Zvan je još i "Allied" ili "Liberty" tenk.
Nakon ulaska Sjedinjenih Američkih Država u rat 1917. godine, razmatrala se mogućnost zajedničkog razvoja savezničkog tenka. Postignut je dogovor oko udružene proizvodnje tenka u novoj tvornici u Francuskoj. Britansko Carstvo je trebalo osigurati naoružanje i većinu dijelova za novi tenk, dok su Sjedinjene Američke Države bile zadužene za motor, prijenos i ostale mehaničke dijelove. Planirana je proizvodnja od oko 1500 tenkova u 1918. godini.
Općenite karakteristike tenka su izložene od strane vojnih predstavnika država u Francuskoj u prosincu 1917. godine, ali dizajn je dodijeljen odboru pod vodstvom A. G. Sterna i J. A. Draina (SAD). Detaljne skice tenka je napravio poručnik G. J. Rackham. Tijelo prvog Mark VIII tenka je napravljeno u Engleskoj i dopremljeno brodom u SAD u srpnju 1918. godine gdje se ugradio "Liberty" motor snage 300 KS i prijenos.
Nakon predaje Nijemaca i završetka rata, velika narudžba tenkova za savezničke snage je otkazana. Oko 100 primjeraka je dovršeno u Americi i 7 u Ujedinjenom Kraljevstvu. Prvi britanski model je imao ugrađen Rolls-Royce motor, ali svi ostali modeli nakon njega su imali dva uparena 6-cilindrična Ricardo motora, svaki snage 150 KS.

### Zajednički poslužitelj
|  | Zajednički poslužitelj ima još gradiva o temi Mark VIII tenk |